# Округ Дер (Северна Каролина)
Дер (енгл. Dare County) је округ у америчкој савезној држави Северна Каролина.

## Демографија
По попису из 2010. године број становника је 33.920, што је 3.953 (13,2%) становника више него 2000. године.
| Група             | 2000.          | 2010.          |
| Белци             | 28.028 (93,5%) | 30.061 (88,6%) |
| Афроамериканци    | 797 (2,7%)     | 834 (2,5%)     |
| Азијати           | 111 (0,4%)     | 212 (0,6%)     |
| Хиспаноамериканци | 666 (2,2%)     | 2.210 (6,5%)   |
| Укупно            | 29.967         | 33.920         |